# Монтекастело
Монтекастѐло (на италиански: Montecastello; на пиемонтски: Moncastè, Монкасте) е село и община в Северна Италия, провинция Алесандрия, регион Пиемонт. Разположено е на 116 m надморска височина. Населението на общината е 321 души (към 2010 г.).